# Коефіцієнт варіації
Коефіцієнт варіації (рос. коэффициент вариации, англ. coefficient of variation, нім. Variationskoeffizient m) — відносна величина, що служить для характеристики розсіяння (мінливості) ознаки. Являє собою відношення середнього квадратичного відхилення S до середнього арифметичного {\displaystyle {\bar {X}}}, виражається у відсотках: c.ν =  S/{\displaystyle {\bar {X}}}.
Коефіцієнт варіації застосовується тоді, коли необхідно порівняти мінливість ознак об'єкта, які виражені в різних одиницях вимірювання. Має зміст винятково для величин, які вимірюються у шкалах відношень.
Мінливість вважається слабкою, якщо ν<10%; якщо ν від 11-25%, то середньою і значною за ν>25%..